# Dedebaltsi
Dedebaltsi (en macédonien Дедебалци) est un village du sud-ouest de la Macédoine du Nord, situé dans la municipalité de Mogila. Le village comptait 288 habitants en 2002.

## Démographie
Lors du recensement de 2002, le village comptait :
- Macédoniens : 288